# Hälltjärnen (Torps socken, Medelpad)
Hälltjärnen är en sjö i Ånge kommun i Medelpad och ingår i Ljungans huvudavrinningsområde. Sjöns area är 0,013 kvadratkilometer och den är belägen 275 meter över havet.